# French Open 1993
Die 92. French Open 1993 waren ein Tennis-Sandplatzturnier der Klasse Grand Slam, das von der ITF veranstaltet wurde. Es fand vom 24. Mai bis 6. Juni 1993 in Roland Garros, Paris, Frankreich statt.
Titelverteidiger im Einzel waren Jim Courier bei den Herren sowie Monica Seles bei den Damen. Im Herrendoppel waren Jakob Hlasek und Marc Rosset, im Damendoppel Gigi Fernández und Natallja Swerawa und im Mixed Arantxa Sánchez Vicario und Mark Woodforde die Titelverteidiger.

## Herreneinzel

### Setzliste
| Nr. | Spieler          | Erreichte Runde |
| --- | ---------------- | --------------- |
| 01. | Pete Sampras     | Viertelfinale   |
| 02. | Jim Courier      | Finale          |
| 03. | Stefan Edberg    | Viertelfinale   |
| 04. | Boris Becker     | 2. Runde        |
| 05. | Goran Ivanišević | 3. Runde        |
| 06. | Petr Korda       | 2. Runde        |
| 07. | Ivan Lendl       | 1. Runde        |
| 08. | Michael Chang    | 2. Runde        |

| Nr. | Spieler            | Erreichte Runde |
| --- | ------------------ | --------------- |
| 09. | Michael Stich      | Achtelfinale    |
| 10. | Sergi Bruguera     | Sieg            |
| 11. | Andrij Medwedjew   | Halbfinale      |
| 12. | Richard Krajicek   | Halbfinale      |
| 13. | Karel Nováček      | Viertelfinale   |
| 14. | Wayne Ferreira     | 2. Runde        |
| 15. | Thomas Muster      | Achtelfinale    |
| 16. | MaliVai Washington | Achtelfinale    |

## Dameneinzel

### Setzliste
| Nr. | Spielerin               | Erreichte Runde |
| --- | ----------------------- | --------------- |
| 01. | Steffi Graf             | Sieg            |
| 02. | Arantxa Sánchez Vicario | Halbfinale      |
| 03. | Gabriela Sabatini       | Viertelfinale   |
| 04. | Conchita Martínez       | Viertelfinale   |
| 05. | Mary Joe Fernández      | Finale          |
| 06. | Jennifer Capriati       | Viertelfinale   |
| 07. | Jana Novotná            | Viertelfinale   |
| 08. | Anke Huber              | Halbfinale      |

| Nr. | Spielerin                 | Erreichte Runde |
| --- | ------------------------- | --------------- |
| 09. | Magdalena Maleewa         | Achtelfinale    |
| 10. | Manuela Maleeva-Fragnière | 3. Runde        |
| 11. | Amanda Coetzer            | 2. Runde        |
| 12. | Mary Pierce               | Achtelfinale    |
| 13. | Nathalie Tauziat          | 3. Runde        |
| 14. | Katerina Maleewa          | Achtelfinale    |
| 15. | Sabine Hack               | 3. Runde        |
| 16. | Kimiko Date               | 2. Runde        |

## Herrendoppel

### Setzliste
| Nr. | Paarung                         | Erreichte Runde |
| --- | ------------------------------- | --------------- |
| 01. | Todd Woodbridge Mark Woodforde  | Halbfinale      |
| 02. | John Fitzgerald Anders Järryd   | Achtelfinale    |
| 03. | Mark Kratzmann Wally Masur      | Viertelfinale   |
| 04. | Jacco Eltingh Paul Haarhuis     | Achtelfinale    |
| 05. | Patrick McEnroe Jonathan Stark  | 1. Runde        |
| 06. | Grant Connell Patrick Galbraith | 1. Runde        |
| 07. | Danie Visser Laurie Warder      | 1. Runde        |
| 08. | David Adams Andrei Olchowski    | 2. Runde        |

| Nr. | Paarung                             | Erreichte Runde |
| --- | ----------------------------------- | --------------- |
| 09. | Steve DeVries David Macpherson      | 1. Runde        |
| 10. | Jakob Hlasek Marc Rosset            | 1. Runde        |
| 11. | Ken Flach Rick Leach                | 2. Runde        |
| 12. | Sergio Casal Emilio Sánchez Vicario | Viertelfinale   |
| 13. | Tom Nijssen Cyril Suk               | 2. Runde        |
| 14. | Shelby Cannon Scott Melville        | 1. Runde        |
| 15. | Richey Reneberg David Wheaton       | 1. Runde        |
| 16. | Glenn Michibata David Pate          | Achtelfinale    |

## Damendoppel

### Setzliste
| Nr. | Paarung                                   | Erreichte Runde |
| --- | ----------------------------------------- | --------------- |
| 01. | Gigi Fernández Natallja Swerawa           | Sieg            |
| 02. | Larisa Neiland Jana Novotná               | Finale          |
| 03. | Conchita Martínez Arantxa Sánchez Vicario | Viertelfinale   |
| 04. | Lori McNeil Rennae Stubbs                 | Viertelfinale   |
| 05. | Mary Joe Fernández Zina Garrison-Jackson  | Achtelfinale    |
| 06. | Pam Shriver Elizabeth Smylie              | 2. Runde        |
| 07. | Jill Hetherington Kathy Rinaldi           | 1. Runde        |
| 08. | Katrina Adams Manon Bollegraf             | Viertelfinale   |

| Nr. | Paarung                                     | Erreichte Runde |
| --- | ------------------------------------------- | --------------- |
| 09. | Mary Pierce Andrea Strnadová                | 1. Runde        |
| 10. | Magdalena Maleewa Manuela Maleeva-Fragnière | Achtelfinale    |
| 11. | Isabelle Demongeot Elna Reinach             | Achtelfinale    |
| 12. | Jewgenija Manjukowa Leila Mes’chi           | Achtelfinale    |
| 13. | Amanda Coetzer Inés Gorrochategui           | Halbfinale      |
| 14. | Debbie Graham Brenda Schultz                | Achtelfinale    |
| 15. | Florencia Labat Mercedes Paz                | 1. Runde        |
| 16. | Linda Ferrando Petra Langrová               | 2. Runde        |

## Mixed

### Setzliste
| Nr. | Paarung                           | Erreichte Runde |
| --- | --------------------------------- | --------------- |
| 01. | Todd Woodbridge Gigi Fernández    | Viertelfinale   |
| 02. | Andrew Kratzmann Natallja Swerawa | Viertelfinale   |
| 03. | Paul Haarhuis Jill Hetherington   | Viertelfinale   |
| 04. | Rick Leach Zina Garrison-Jackson  | 2. Runde        |
| 05. | Cyril Suk Larisa Neiland          | 2. Runde        |
| 06. | John Fitzgerald Elizabeth Smylie  | Halbfinale      |
| 07. | Steve DeVries Patty Fendick       | 2. Runde        |
| 08. | Grant Connell Kathy Rinaldi       | 2. Runde        |

| Nr. | Paarung                              | Erreichte Runde |
| --- | ------------------------------------ | --------------- |
| 09. | Danie Visser Elna Reinach            | Finale          |
| 10. | Mark Keil Pam Shriver                | Achtelfinale    |
| 11. | Andrei Olchowski Jewgenija Manjukowa | Sieg            |
| 12. | Tom Nijssen Manon Bollegraf          | Achtelfinale    |
| 13. | Marcos Ondruska Amanda Coetzer       | 2. Runde        |
| 14. | Sandon Stolle Rennae Stubbs          | Achtelfinale    |
| 15. | David Adams Rosalyn Nideffer         | 2. Runde        |
| 16. | Scott Melville Sandy Collins         | 2. Runde        |

## Junioreneinzel

### Setzliste
| Nr. | Spielerin      | Erreichte Runde |
| --- | -------------- | --------------- |
| 01. | Albert Costa   | Finale          |
| 02. | Marcelo Ríos   | Halbfinale      |
| 03. | Jimy Szymanski | 2. Runde        |
| 04. | Răzvan Sabău   | 2. Runde        |
| 05. | James Sekulov  | Achtelfinale    |